# روبرت هوستون
روبرت هوستون (بالإنجليزية: Robert Houston)‏ هو مخرج وممثل أمريكي، ولد في 1955. من الجوائز التي نالها جائزة الأوسكار لأفضل فيلم وثائقي.

## أعمال

### أفلام
- (1977) التلال لها عيون
- (1985) التلال لها عيون 2

## جوائز
- جائزة الأوسكار لأفضل فيلم وثائقي

## وصلات خارجية
- روبرت هوستون على موقع IMDb (الإنجليزية)
- روبرت هوستون على موقع ألو سيني (الفرنسية)
- روبرت هوستون على موقع أول موفي (الإنجليزية)
- روبرت هوستون على موقع قاعدة بيانات الأفلام السويدية (السويدية)
- روبرت هوستون على موقع قاعدة بيانات الفيلم (الإنجليزية)
- روبرت هوستون على موقع كينوبويسك (الروسية)